# Dufourea davidsoni
Dufourea davidsoni är en biart som först beskrevs av Cockerell 1902.  Dufourea davidsoni ingår i släktet solbin, och familjen vägbin. Inga underarter finns listade i Catalogue of Life.